# کریستینا ام. کیم

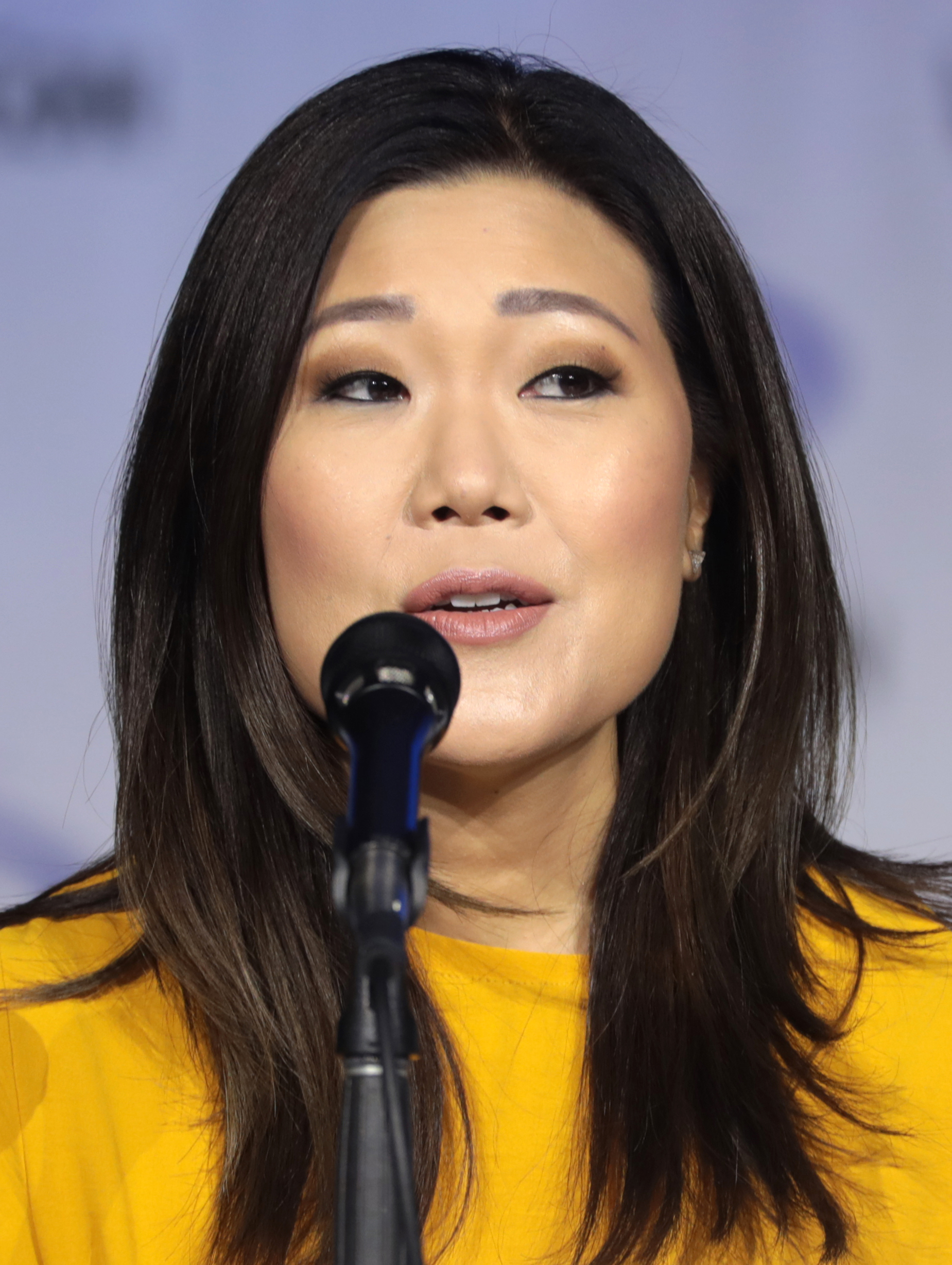
کیم در واندرکان ۲۰۲۲

کریستینا ام. کیم (کره‌ای: 김수진) یک نویسنده تلویزیونی آمریکایی است. در فصل تلویزیونی ۲۰۰۵–۲۰۰۶، او برای فصل دوم سریال به گروه نویسندگی لاست پیوست. کارکنان جایزه انجمن نویسندگان آمریکا را برای بهترین سریال دراماتیک در مراسم فوریه ۲۰۰۶ برای کارشان در فصل دوم دریافت کردند.
او در سال ۲۰۰۶ ویراستار داستان و یکی از نویسندگان فصل سوم شد. کیم و الیزابت سارنوف، نویسنده همکار، در مراسم فوریه ۲۰۰۷ برای کارشان در قسمت دوم «دو برای جاده» نامزد جایزه WGA برای بهترین درام اپیزودیک شدند. اعضای نویسندگی مجدداً در مراسم فوریه ۲۰۰۷ برای کارشان در فصل دوم و سوم نامزد جایزه WGA برای بهترین سریال دراماتیک شدند.
او برای فصل چهارم به سمت ویرایشگر داستانی اجرایی ارتقا یافت. او دوباره برای کارش در فصل چهارم نامزد جایزه WGA برای بهترین سریال دراماتیک در مراسم فوریه ۲۰۰۹ شد.
از سال ۲۰۱۰ تا ۱۲، کیم اپیزودهایی را برای سریال موفقیت‌آمیز سی‌بی‌اس ان‌سی‌آی‌اس: لس آنجلس تهیه و نوشت.